# Universiteit Parijs-Zuid
De Universiteit Parijs-Zuid 11 (Frans:Université Paris-Sud 11) is een Universiteit in het grootstedelijk gebied van Parijs. De universiteit heeft vestigingen in de gemeenten Antony, Bures-sur-Yvette, Cachan, Châtenay-Malabry Clamart Gentilly, Gif-sur-Yvette, Le Kremlin-Bicêtre, Orsay, Le Plessis-Robinson, Sceaux, Les Ulis en Villejuif. Deze vestigingen liggen verdeeld over drie Départementen Essonne, Hauts-de-Seine en Val-de-Marne rondgedeeld.
De universiteit werd in 1965, onder impuls van Irène Joliot-Curie, erkend als een onafhankelijke academische instelling, nadat een aantal van de snelgroeiende deeltjes- en kernfysica-laboratoria waren overgeplaatst naar Orsay. De Universiteit van Parijs-Zuid werd in 1970 officieel opgericht en bestaat uit vijf faculteiten, drie Instituts Universitaires de Technologie, alsmede een ingenieursopleiding (het Institut de Formation des Ingénieurs de Paris-Sud, IFIPS).
De universiteit is een van de grootste en meest gerenommeerde Franse universiteiten, met name op het gebied van de wiskunde en natuurwetenschappen. De Universiteit wordt in de 2007 editie van de Academic Ranking of World Universities als 52e gerangschikt, en is volgens dezelfde ranking de tweede beste Franse universiteit. Er zijn ongeveer 26.000 studenten ingeschreven. 
De Universiteit van Parijs-Zuid telt een groot aantal laboratoria op een 236 hectare grote campus. Er zijn ongeveer 104 onderzoeksinstituten. Voor wat betreft de natuurkunde telt de universiteit enige laboratoria van wereldklasse, in de deeltjesfysica, in de kernfysica, in de astrofysica, in de atoomfysica, in de moleculaire fysica en ten slotte in de fysica van de gecondenseerde materie en de theoretische natuurkunde. De universiteit omvat ook biologische en chemische laboratoria, ingenieurs en technologiescholen en heeft partnerschappen met veel van de omringende technologiecentra en de grandes écoles in Parijs. Tevens zijn een aantal van de beste Franse wiskundigen van de jongste jaren verbonden aan de Universiteit van Parijs-Zuid. Onder hen zijn de winnaars van de Fieldsmedaille Laurent Lafforgue, Jean-Christophe Yoccoz en Wendelin Werner.

## In de literatuur
In de roman Elementaire deeltjes (1998) van Michel Houellebecq studeert een van de hoofdpersonen, Michel Djerzinski, aan deze universiteit, in de jaren 1970 nog Université Orsay-Paris XI genoemd. Later wordt hij een bekend moleculair bioloog, verbonden aan het Instituut voor Moleculaire Biologie in Palaiseau. Zijn pionierswerk op het gebied van de gentechnologie leidt in 2029 tot de creatie van een nieuwe, verbeterde mensensoort.